# Sthenorytis pernobilis
Sthenorytis pernobilis är en snäckart som först beskrevs av P. Fischer och Bernardi 1857.  Sthenorytis pernobilis ingår i släktet Sthenorytis och familjen vindeltrappsnäckor. Inga underarter finns listade i Catalogue of Life.